# Macapta lurida
Macapta lurida là một loài bướm đêm trong họ Noctuidae.